# José Coronado
José Coronado, född den 14 augusti 1957 i Madrid, Spanien, är en spansk skådespelare.
Coronado har medverkat i ett stort antal film- och Tv-produktioner. I Flickan i snön spelade han en av huvudroller som Eduardo. I serien Entrevías spelade han Tirso Abantos, även det en av de ledande rollerna. I Netflix-serien Ett ruttet arv spelade han en av huvudrollerna som Federico Seligman.

## Filmografi (i urval)
- 2021–2024 – Entrevías (TV-serie)
- 2023–2025 – Flickan i snön (TV-serie)
- 2025 – Ett ruttet arv (TV-serie)